# Francesco Susinno
Francesco Susinno (Messina, 1670 circa – Messina, 1739 circa) è stato un pittore, biografo e presbitero italiano.

## Biografia
Francesco Susinno nacque a Messina intorno al 1670. Fu sacerdote e cappellano, dedicandosi anche alla pittura.

Si formò artisticamente prima a Napoli e poi a Roma, presso la scuola di Carlo Maratta.
Nel 1724 scrisse "Le Vite de' pittori Messinesi", una raccolta di notizie storiche sui pittori, messinesi e non, che operarono nella Città dello Stretto, come Caravaggio, Antonello da Messina, Polidoro Caldara, Filippo Giannetto, Flavia Durand e altri. Il testo manoscritto, andato perduto, fu ritrovato nel Museo d'arte di Basilea dallo storico dell'arte Valentino Martinelli, che ne curò la pubblicazione nel 1960.

Susinno morì a Messina intorno al 1739.

## Opere principali
- Le Vite de' Pittori Messinesi (1724), testo, introduzione e note bibliografiche a cura di Valentino Martinelli, Firenze, Felice Le Monnier, 1960